# Mumia Abu-Jamal
Mumia Abu-Jamal (nacido con el nombre de Wesley Cook; Filadelfia, 24 de abril de 1954)  es un periodista, preso revolucionario y activista político afroamericano estadounidense, condenado a pena de muerte en 1982 por el asesinato del oficial de policía Daniel Faulkner.
Involucrado en el nacionalismo negro en su juventud, fue miembro del Partido Pantera Negra hasta octubre de 1970, tras lo cual se convirtió en periodista de radio y fue presidente de la Philadelphia Association of Black Journalists. El 9 de diciembre de 1981, Faulkner recibió un balazo mortal en una parada rutinaria de tráfico al hermano de Abu-Jamal, William Cook. Se encontró a Abu-Jamal en la escena del crimen, con una herida de bala de la pistola de Faulkner, y su propio revólver descargado a su lado. Fue arrestado y acusado de crimen en primer grado.
Estuvo esperando ser ejecutado entre 1982 y diciembre de 2011, siempre declarándose inocente y tras una sucesión de todas las apelaciones posibles. En marzo de 2008, un tribunal ordenó revisar la condena a muerte y el 7 de diciembre de 2011 se conmutó su pena a cadena perpetua sin libertad condicional.

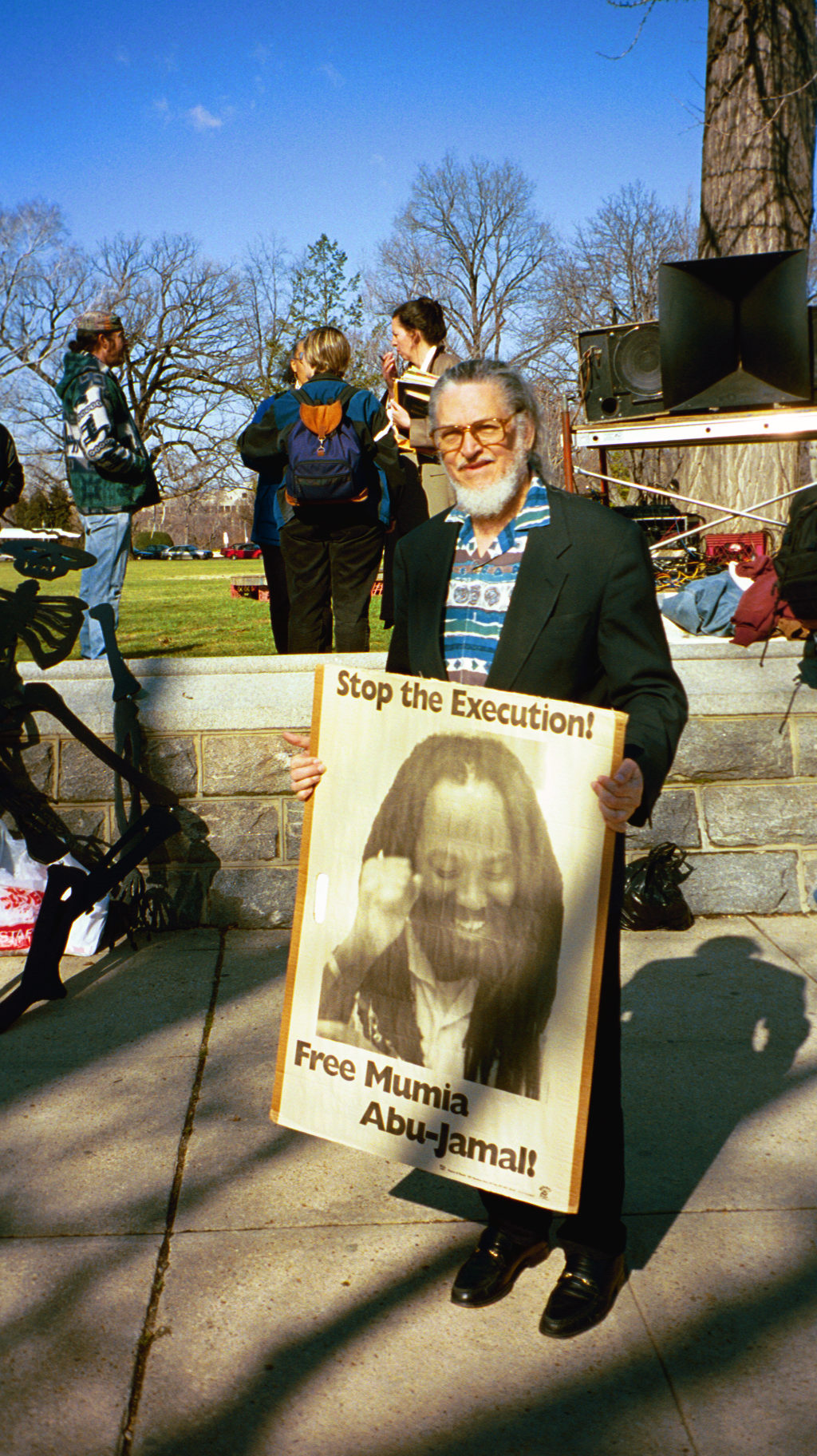
Manifestante en apoyo a la libertad de Mumia Abu Jamal

La causa de Abu-Jamal se convirtió en emblema de los esfuerzos internacionales para abolir la pena de muerte en Estados Unidos; celebridades y activistas profesaron su inocencia y asimismo criticaron el parcializado juicio compuesto por un jurado de blancos. Una petición lanzada en Internet en enero de 2010 para pedir al presidente Barack Obama que rechazara la pena de muerte recogió miles de firmas, incluidas las de la ex primera dama francesa Danielle Mitterrand, el escritor alemán Günter Grass y el estadounidense Noam Chomsky.
Mumia continuó realizando en prisión su programa de radio Live from Death Row, que fue también el título de su libro editado en 1995.

## Nombre y vida personal
Abu-Jamal recibió el nombre de Mumia en 1968 por su maestro de escuela secundaria, un keniano que impartió una clase sobre culturas africanas en la que los estudiantes tomaron nombres de aula africanos. Según Abu-Jamal, «Mumia» significa Príncipe y era el nombre de los nacionalistas africanos anticolonialistas kenianos que lucharon contra los británicos antes de la independencia de Kenia. Adoptó el apellido Abu-Jamal, que en árabe significa «padre de Jamal», después del nacimiento de su hijo Jamal el 18 de julio de 1971. Su primer matrimonio a los 19 años, con la madre de Jamal, Biba, fue de corta duración. Su hija, Lateefa, nació poco después de la boda. Abu-Jamal se casó con su segunda esposa, Marilyn –conocida como “Peachie"–, en 1977. Su hijo Mazi, nació a principios de 1978. En 1981, Abu-Jamal vivía con su tercera y actual esposa, Wadiya.

## Activista en Panteras Negras
Abu-Jamal describe uno de los sucesos que lo impulsó a unirse a los Panteras Negras como una “patada". Mientras sufría un linchamiento de racistas blancos por sus esfuerzos para interrumpir un mitin de George Wallace en 1968 pudo reconocer a un policía. Al pedirle auxilio el policía se unió al linchamiento pateándolo. En palabras de Abu-Jamal: “…agradezco a ese policía, porque me pateó derecho hacia las Panteras Negras."
A partir de los 14 años, ayudó a formar la filial de Filadelfia del Partido de las Panteras Negras con el Capitán de Defensa Reggie Schell, y otras Panteras. Se desempeñaba como periodista del partido, era el encargado de la información y comunicación. Ese mismo año, abandonó la Escuela Secundaria Benjamin Franklin y se instaló en la sede de los panteras. Pasó fin de 1969 en Nueva York y principios de 1970 en Oakland, viviendo y trabajando con colegas de Panteras Negras en esas ciudades. Fue miembro del partido desde mayo de 1969 hasta octubre de 1970 y estuvo sujeto a la vigilancia de  COINTELPRO del FBI, con la que cooperó la policía de Filadelfia, desde entonces hasta aproximadamente 1974.

## Carrera como periodista
Después de regresar a la escuela secundaria luego de su partida de los Panteras, Abu-Jamal fue suspendido por la distribución de literatura llamando a «el poder del estudiante revolucionario negro». También dirigió protestas infructuosas para cambiar el nombre de la escuela a Malcolm X High. Después de alcanzar su GED, estudió brevemente en la universidad de Goddard en Vermont.
En 1975 se probó en los noticieros de radio, primero en el WRTI de la Universidad de Temple y luego en las empresas comerciales. En 1975, fue empleado en la estación de radio WHAT y condujo un programa semanal de WCAU-FM en 1978. También fue empleado por períodos breves en la estación de radio WPEN, y se hizo activo en el grupo local de la Marijuana Users Association of America. Desde 1979 trabajó en la Radio Pública Nacional (NPR) WUHY hasta 1981, cuando se le pidió que presentara su renuncia después de una disputa sobre los requisitos de enfoque objetivo en su presentación de noticias. Como periodista de radio ganó el apodo de «voice of the voiceless» –en español, la voz de los que no tienen voz– y fue reconocido por identificarse y exponer a la comunidad MOVE en Powelton Village, Filadelfia, incluyendo el reportaje del juicio 1979-80 de varios de sus miembros (el "MOVE Nine") condenado por el asesinato del agente de policía James Ramp. Durante su carrera de radiodifusión, sus entrevistas de alto perfil incluyeron a Julius Erving, Bob Marley y Alex Haley, y fue elegido presidente de la Asociación de Filadelfia de Periodistas Negros. 
En el momento del asesinato de Daniel Faulkner, Abu-Jamal trabajaba como taxista en Filadelfia dos noches a la semana para complementar sus ingresos. Él había estado trabajando a tiempo parcial como un reportero para WDAS.

## Arresto y juicio
En la madrugada del 9 de diciembre de 1981, el policía Daniel Faulkner detuvo al hermano de Abu-Jamal, William (Wesley) Cook cerca de las calles 13 y Locust, un área frecuentada por prostitutas, por conducir en sentido contrario y con las luces apagadas. Abu-Jamal declaró que en ese momento conducía con su taxi cerca de la escena, y que vio a Faulkner golpear a su hermano con una linterna –William se declararía culpable de atacar a Faulkner. En la pelea que siguió, tanto Mumia como Faulkner recibieron impactos de bala. Faulkner fue herido en la espalda y en la cara, muriendo instantáneamente. Abu-Jamal en el pecho. La policía declara que Abu-Jamal disparó a Faulkner, mientras que la defensa alega que a Faulkner le disparó por detrás un tercer individuo que huyó de la escena. Abu-Jamal fue arrestado a las 4 a. m. con una pistola registrada a su nombre a un lado.

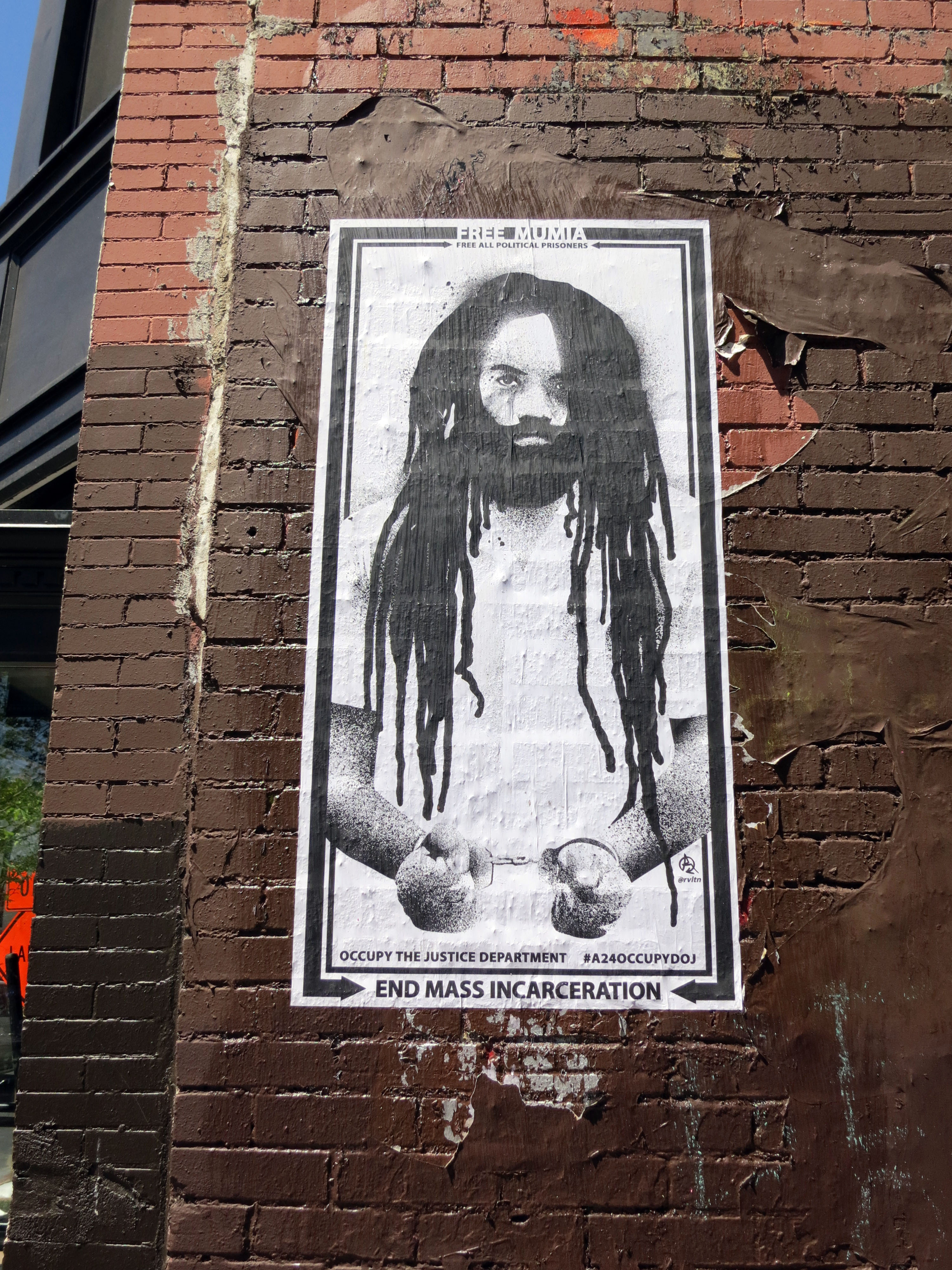
Cartel callejero en apoyo a la libertad de Mumia Abu-Jamal.

El 3 de julio de 1982, Abu-Jamal fue condenado por el asesinato de Faulkner y sentenciado a muerte. Además de su defensa jurídica tradicional, Abu-Jamal tocó muchos asuntos políticos durante el juicio, y pidió repetidamente a la corte que permitiera al líder de MOVE, John Africa, que lo representara.
Estuvo esperando ser ejecutado entre 1982 y diciembre de 2001, cuando el juez federal de distrito William Yohn revocó la pena de muerte de Jamal. Sin embargo, Yohn reafirmó los cargos contra Jamal, condenándolo a cadena perpetua. El 27 de marzo de 2008, un tribunal estadounidense ordenó revisar la condena a muerte. El 7 de diciembre de 2011 se conmutó su pena a cadena perpetua sin libertad condicional.
El fiscal de Filadelfia, Seth Williams, dijo que no volvería a solicitar la pena de muerte para Mumia Abu-Jamal, condenado a muerte por matar a un policía blanco en 1981. Abu-Jamal siempre se declaró inocente del crimen. Williams añadió que no tenía «ninguna duda» de que Abu-Jamal, de 57 años de edad, asesinó al policía Daniel Faulkner el 9 de diciembre de 1981.
Por su parte, los abogados defensores –Judith Ritter y el equipo legal de la Asociación Nacional para el Avance de la Gente de Color (NAACP), la mayor organización de derechos civiles de los estadounidenses negros– valoraron positivamente el anuncio. La NAACP siempre denunció la parcialidad de las audiencias que llevaron a la condena a muerte de Abu-Jamal, pues lo sentenció un jurado sólo de blancos.

## Apoyo popular y oposición

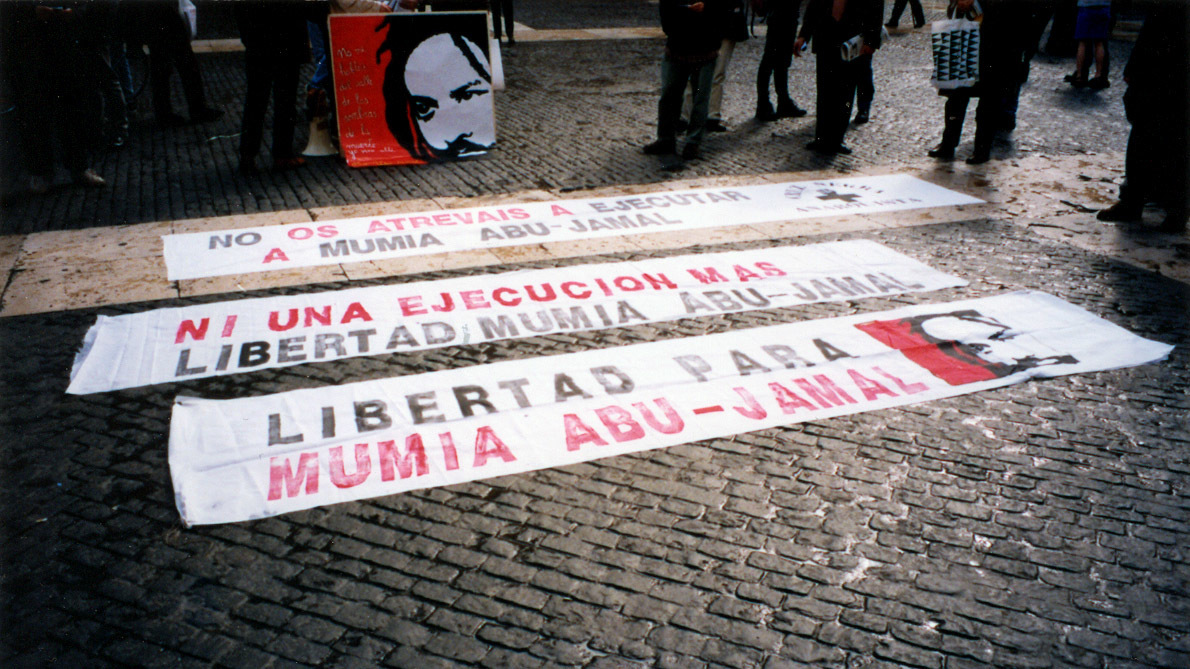
Concentración pro libertad de Mumia en Barcelona

El caso de Mumia Abu-Jamal se ha vuelto muy popular en muchos medios, especialmente entre la izquierda política, el movimiento antiglobalización, los activistas anti pena de muerte, movimientos y entidades libertarias, así como en el movimiento nacionalista negro. Salvar a Mumia de la pena de muerte es una causa popular entre personas y organizaciones, las cuales insisten en su inocencia. Otros, sin importarles si es o no inocente, creen que no recibió un juicio justo. Un tercer grupo de simpatizantes simplemente se opone a la pena de muerte en general. Un cuarto grupo rechaza que se impongan penas más severas por matar a un policía que por matar a un ciudadano común. Muchos simpatizantes han reclamado un nuevo juicio, su libertad inmediata, o el intercambio de la pena de muerte por cadena perpetua. El jueves 8 de diciembre de 2011 los jueces de Filadelfia, en Pensilvania establecieron que Mumia no será ejecutado y terminará sus días en la cárcel, cumpliendo una pena de cadena perpetua.
Según sus simpatizantes, por su notoria militancia como pantera negra y su apoyo posterior a la comuna radical MOVE, Abu-Jamal fue blanco del programa de contrainsurgencia COINTELPRO del FBI, cuyo propósito era acosar, desestabilizar y destruir grupos políticos como el Partido Pantera Negra de Autodefensa. Muchos otros panteras negras que fueron condenados por diversos crímenes, incluyendo asesinatos, han llegado a ser puestos en libertad al saberse que el FBI ocultó deliberadamente evidencias que los habrían exonerado, como en el caso de Geronimo Pratt. Algunos pasaron hasta treinta años en la cárcel antes de ser exculpados y liberados. Otros, como Fred Hampton, fueron asesinados en circunstancias sospechosas.
En abril de 1999, el vocero del EZLN le envió una carta a la prisión Pensilvania con motivo de su cumpleaños y una exigencia de Justicia respecto al caso, destaca que la carta es enviada con copia para el gobernador Tom Ridge y a la Corte Suprema de Pensilvania.
Los detractores de Abu-Jamal dicen que los críticos con el juicio han acumulado numerosos pequeños errores para construir un caso conspirativo, y que han sido incapaces de formular un caso convincente sobre el incidente.
La familia de Daniel Faulkner y la Fraternal Order of Police creen que Abu-Jamal mató a Faulkner mientras éste llevaba a cabo un arresto legal y justificado. En agosto de 1999, la reunión nacional de la FOP aprobó una resolución llamando al boicot económico contra todos los individuos y empresas que hubieran expresado simpatía por Abu-Jamal.
En junio de 1999, Arnold Beverly (asesino a sueldo) confesó que él fue quien realizó los disparos por los cuales está encarcelado Mumia Abu Jamal por contrato con la policía y la
mafia. Los abogados de Jamal presentaron esta declaración de confesión para una revisión del juicio.

## Obra
- Abu-Jamal, Mumia (2017). Have Black Lives Ever Mattered? (en inglés). City Lights Publishers. ISBN 9780872867383.
- Abu-Jamal, Mumia (2015). Writing on the Wall: Selected Prison Writings of Mumia Abu-Jamal (en inglés). City Lights Publishers. ISBN 9780872866751.
- Abu-Jamal, Mumia (2011). The Classroom and the Cell: Conversations on Black Life in America [El aula de clases y la celda: conversaciones sobre la vida negra en América] (en inglés). Third World Press. ISBN 9780883783375.
- Abu-Jamal, Mumia (2009). Jailhouse Lawyers: Prisoners Defending Prisoners V. The U.S.A [Abogados de la cárcel: Prisioneros defendiendo prisioneros contra los Estados Unidos. The U.S.A] (en inglés). City Lights Publishers. ISBN 9780872864696.
- Abu-Jamal, Mumia (2008). We Want Freedom: A Life In The Black Panther Party [Queremos libertad: Una vida en los Panteras Negras] (en inglés). South End Press. ISBN 9780896087187.
- Abu-Jamal, Mumia (2007). Queremos libertadUna vida en los Panteras Negras. Barcelona: Virus. ISBN 978-84-96044-89-0.
- Abu-Jamal, Mumia (2003). Faith Of Our Fathers: An Examination Of The Spiritual Life Of African And African-American People [La fe de nuestros padres: Un examen de la vida espiritual de los africanos y afroamericanos] (en inglés). Africa World Pr. ISBN 9781592210190.
- Abu-Jamal, Mumia (2000). All Things Censored [Todo censurado] (en inglés). Seven Stories Press. ISBN 9781583220221.
- Abu-Jamal, Mumia (1997). Death Blossoms: Reflections From A Prisoner Of Conscience (en inglés). Plough Publishing House. ISBN 9780874860863.
- Abu-Jamal, Mumia (1996). Live from Death Row [En vivo desde el corredor de la muerte] (en inglés). Harper Perennial. ISBN 9780380727667.